# 駅前町 (弘前市)
駅前町（えきまえちょう）は、青森県弘前市の地名。郵便番号は036-8003。

## 地理
弘前駅前に展開する町の一つ。北部から西部にかけて駅前、西南部から南部にかけて大町、南東部は表町に接する。

## 沿革
- 1966年（昭和41年） - 和徳の一部から分離、駅前町になる。

## 世帯数と人口
2023年（令和5年）7月1日現在の世帯数と人口は以下の通りである。
| 大字   | 世帯数  | 人口  |
| ------ | ------- | ----- |
| 駅前町 | 190世帯 | 310人 |

## 施設

### 医療
- 大町タウンビル
  - 弘前レディスクリニック
  - 黒江内科
  - 皮フ科クリニック小原
  - 弘前献血ルームCoCoSA

### 商業

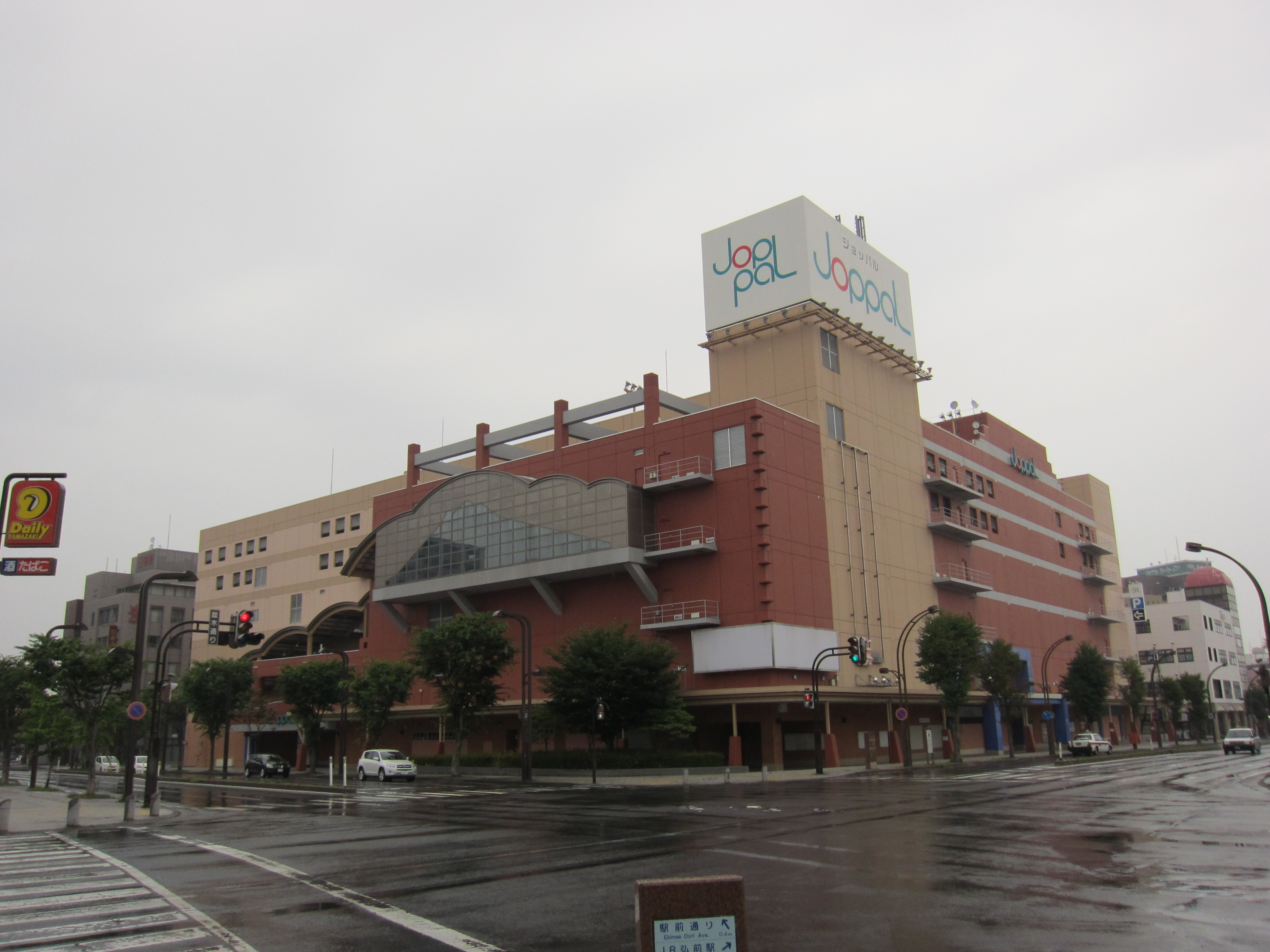
ジョッパルの表示が残る2012年の駅前再開発ビル

- ヒロロ　HIRORO （駅前再開発ビル）
- 虹のマート - 市場
- 日専連弘前会館
- TAP弘前ビル
- ニッポンレンタカー弘前駅前営業所
- ナカジマスポーツ

### 宿泊
- ホテルルートイン弘前駅前
- ブロッサムホテル弘前
- 弘前ホテル

### 金融
- 青森みちのく銀行弘前駅前支店

### 公共
- 弘前駅前公園

## 小・中学校の学区
市立小・中学校に通う場合、学区は以下の通りとなる。
| 町丁   | 番地 | 小学校             | 中学校             |
| ------ | ---- | ------------------ | ------------------ |
| 駅前町 | 全域 | 弘前市立大成小学校 | 弘前市立第三中学校 |

## 交通
- 弘南バス
  - 弘前バスターミナル
  - 弘前バスターミナル前、弘前駅前停留所。
    - 市内を走るほとんどの路線バスの発着所である。
- JR奥羽本線弘前駅
- 弘南鉄道弘南線弘前駅